# 波諾拉河
波諾拉河（烏克蘭語：Понора），是烏克蘭的河流，位於該國西部，屬於伊科波季河的支流，流經赫梅利尼茨基州，河道全長34公里，流域面積165平方公里，發源自科爾奇夫卡西南面。